# Wolfgang Röttger
Wolfgang Röttger (* 17. November 1953 in  Münden (Hann. Münden)) ist ein deutscher Politiker (CDU). Er ist verheiratet und hat ein Kind.

## Ausbildung und Beruf
Nach seinem Abitur 1972 am Grotefend-Gymnasium Münden leistete er seinen Wehrdienst bei den Panzergrenadieren in Northeim. Danach absolvierte er eine Ausbildung beim Landkreis Göttingen und machte 1977 sein Examen zum Diplom-Verwaltungswirt (FH).

## Politik
Er trat 1983 in die CDU ein. Von 2003 bis 2008 war er Mitglied im Landtag Niedersachsen, wo er im Ausschuss für Haushalt und Finanzen und im Ausschuss für Recht und Verfassung tätig war. Auch ist er seit 2005 Gemeindeverbandsvorsitzender der CDU Rastede.